# Mack Rice
Mack Rice (Detroit, 10 de noviembre de 1933-27 de junio de 2016) fue un cantante y compositor de soul estadounidense. 
En 1956 entró a formar parte del grupo The Five Scalders, y un año después de The Falcons junto a Wilson Pickett, Eddie Floyd, Joe Stubbs y otros. Permaneció en el grupo hasta 1963, momento en el que pasó a ser el mánager de la nueva generación de The Falcons. Después de esto emprendió su carrera en solitario. A lo largo de su trayectoria ha escrito temas como "Mustang Sally", cantada por Wilson Pickett, y más tarde por Young Rascals. La versión de su propio tema en 1965, fue el único hit que consiguió en solitario.
Durante la década de los 80 se mantuvo retirado de la escena musical, para vovler con un nuevo álbum en 1992, momento desde el que mantiene una carrera medianamente estable, con una buena reputación como compositor.

## Discografía
| Año  | Título         | Discográfica |
| ---- | -------------- | ------------ |
| 1992 | Right now      | Blue suit    |
| 2000 | This what I do | Infi         |